# Rio Taurion
O rio Taurion (como é conhecido em Haute - Vienne) ou rio Thaurion (como é conhecido em Creuse), é um rio localizado no centro-oeste de França, com 107 km de comprimento e afluente do rio Vienne. Nasce a 785 m de altitude no Plateau de Millevaches e drena 1030 km².
Banha os seguintes departamentos e comunas:
- Creuse: Gentioux-Pigerolles, Royère-de-Vassivière, Saint-Hilaire-le-Château, Pontarion, Bourganeuf, Châtelus-le-Marcheix
- Haute-Vienne: Ambazac, Saint-Priest-Taurion